# Хамондвил (Алабама)
Хамондвил (енгл. Hammondville) град је у америчкој савезној држави Алабама. По попису становништва из 2010. у њему је живело 488 становника.

## Демографија
Према попису становништва из 2010. у граду је живело 488 становника, што је 2 (0,4%) становника више него 2000. године.
| Група             | 2000.       | 2010.       |
| Белци             | 454 (93,4%) | 431 (88,3%) |
| Афроамериканци    | 8 (1,6%)    | 4 (0,8%)    |
| Азијати           | 2 (0,4%)    | 3 (0,6%)    |
| Хиспаноамериканци | 13 (2,7%)   | 33 (6,8%)   |
| Укупно            | 486         | 488         |